# Hungaroplan
A Hungaroplan villamos egy 1988-ban megépített kísérleti villamos neve. Beceneve: „Csufi”.

## A Hungaroplan
A budapesti villamosüzem talán egyik legérdekesebb járműve a Hungaroplan; az utolsó „házi csuklós”. Nagyratörő terveknek volt az előfutára, de a pénzügyi nehézségek miatt összesen csak egy darabot állítottak forgalomba belőle. A második példánynak csupán a váza készült el, amit elbontottak.
A Fehér úti járműjavítóban építették, más villamos- és autóbuszelemek felhasználásával. A villamos prototípus mivoltából kifolyólag sokszor hibásodott meg, és az egyedi alkatrészek is sokba kerültek.

## Új korszerű villamos Budapestre
Az 1975-ös minisztertanácsi határozat nagy mennyiségű korszerű villamos beszerzését tette lehetővé. A járművek legyártására a Ganzot bízták volna meg, de végül a pénzügyileg kedvezőbb csehszlovák ČKD Tatra T5C5 sorozatot szerezte be a társaság. Ez a döntés akkor ideiglenes megoldás volt, úgy gondolták, hogy majd az 1990-es években, ha a cégnek több pénze lesz, akkor majd korszerűbb járműveket szereznek be.

## Az első, és egyben utolsó Hungaroplan
1988-ban mutatták be az elkészült prototípust BKV-Ikarus kooperációban. Pályaszáma 3750 lett, mivel a kísérleti villamosok a 3700-as pályaszámmezőbe kerültek besorolásra. A jármű amolyan kívánságvillamos lett volna a nagy gyártók felé, végül azonban a '90-es évek gazdasági nehézségei miatt nem került több beszerzésre.

## Hungaroplan máig
Kezdetben a Baross kocsiszínben volt, onnan az egykori 36-os vonalra osztották be, de időnként feltűnt a 37-es járaton is. 1996-ban Ferencvárosba irányították át, ahonnan a 23-as, illetve a 24-es villamosra adták ki. Nyugdíjazásáig a 30A vonalon lehetett vele találkozni. Kilométereit kifutotta. Leállították a Ferencváros kocsiszínben, ahonnan helyhiány miatt átvontatták a Hungáriába. Felújítása után 2008 tavaszán a szentendrei BKV múzeumba került, ahol kiállították. Utoljára a 30A villamos vonalán közlekedett 2007-ig.